# James Chesnut, Jr.
James Chesnut, Jr. (Camden, 1815. január 18. – Camden, 1885. február 1.) az Amerikai Egyesült Államok szenátora (Dél-Karolina, 1858–1860) volt. Politikusi életpályája mellett ügyvéd volt és a szecesszió után az Amerikai Konföderációs Államok funkcionáriusa.

## Élete
Chesnut, Dél-Karolina államban született ügyvéd, az állam politikai szolgálatába lépett, majd az állami politikai élet után szövetségi szenátor lett 1858-tól. A rabszolgaság kérdésében mérsékelt álláspontot képviselt. Lincoln 1860-as elnökké választásakor lemondott szenátusi mandátumáról és elutazott részt venni Dél-Karolina szecessziós konvencióján, később pedig a konföderációs alkotmány szövegezésében fejtett ki tevékenységet. 1861-től 1862-ig Dél-Karolina megbízottjaként vett részt az Amerikai Konföderációs Államok ideiglenes kongresszusán. Később a konföderációs hadsereg főtisztje és tábornoka lett és a keleti hadszíntéren teljesített szolgálatot az amerikai polgárháborúban. 
P. G. T. Beauregard tábornok segédeként részt vett Fort Sumter ostromában és az első bull run-i csatában. Ezt követően Jefferson Davis hadsegédje lett, aki kinevezte dandártábornokká. A háború után Chesnut visszatért jogi karrierjéhez.
Felesége Mary Boykin Chesnut volt, akinek nyomtatásban kiadott naplója fényt derített Chesnuték szociális életére és barátságukra John Bell Hooddal, Louis T. Wigfallal, Wade Hamptonal, és Jefferson Davisszel.